# Bodil Kaalund
Bodil Marie Kaalund-Jørgensen (født 8. november 1930 i Silkeborg, død 22. december 2016) var en dansk maler, grafiker, tekstilkunstner og forfatter. Kaalund var gift med maleren og grafikeren Erik Nikolaj Nielsen fra 1950 til ægteskabet opløstes i 1976.
Bodil Kaalund fik sin første indsigt i malerverdenen i barndomsårene gennem sin far, Martin Kaalund-Jørgensen, blev siden uddannet på Kunstakademiet 1950-54 hos Kræsten Iversen, samt en kort tid hos Elof Risebye på freskoskolen. Kaalund er kendt for sine mange udsmykninger til danske kirker samt for illustrationerne til Bibelen udgivet af Det Danske Bibelselskab, 1993, et arbejde, der tog hende syv år. Bodil Kaalund var i 1972 medstifter af Grønlands Kunstskole.

## Hæder
- 1973: Ralph H. Booth
- Købke livsvarigt
- 1988-91: Statens Kunstfond
- 1993: Lyngby-Tårbæk Kommunes kulturpris
- 2002: N.L. Høyen Medaljen
- 2005: Æresborger i Lemvig
- 2006: Nersornaat i sølv

## Ekstern henvisning
- Bodil Kaalund på gravsted.dk
- Bodil Kaalund i Dansk Kvindebiografisk Leksikon på Lex.dk, tidl. Kvinfo.dk
- Bodil Kaalund på Kunstindeks Danmark/Weilbachs Kunstnerleksikon

## Reference
1. ↑  Kirkebog for Silkeborg Sogn 1930-1933 F opslag 154
2. ↑  Dagbladet Holstebro-Struer - Bodil Kaalund er død
3. ↑  Den2Radio Udsendelser 24. – 30.sep. 2011, RadioNorden: Ode til Norden